# Rennsteig (merk)
Rennsteig is een historisch merk van motorfietsen.
Hermann Schilling, Motorradwerk, Suhl/Thüringen (1925-1930).
Deze Duitse motorfietsen werden naar voorbeeld van de Original-Krieger gebouwd. De blokken van 198- tot 497 cc werden ook bij Blackburne-betrokken.